# مسجد والي خان
مسجد والي خان (بالبنغالية: ওয়ালী খান মসজিদ) هو مسجد يعود بنائه إلى القرن الثامن عشر الميلادي، يقع في شيتاغونغ في بنغلاديش، وهو يقع في منطقة سوق شاوك في مدينة شيتاغونغ.

## التاريخ
بني المسجد بين عام 1713 وعام 1716 من قبل والي بيك خان الذي كان فاجدار مغولي أو أحد عامة الناس في مدينة شيتاغونغ، كانت الأرض التي بني فيها المسجد ملك والي خان، وهو أيضا مؤسس سوق شاوك، وقد تبرع أيضا بصيانة المسجد.